# Buciumi (okręg Sălaj)
Buciumi – wieś w Rumunii, w okręgu Sălaj, w gminie Buciumi. W 2011 roku liczyła 1340 mieszkańców.